# K.K. Partizan 1947
Questa pagina raccoglie le informazioni riguardanti il Košarkaški klub Partizan nelle competizioni ufficiali della stagione 1947.

## Roster
| N° | Naz.                  | Ruolo | Sportivo            |  | Alt. |  |
| -- | --------------------- | ----- | ------------------- |  | ---- |  |
|    | Jugoslavia (bandiera) |       | Mirko Marjanović    |  |      |  |
|    | Jugoslavia (bandiera) |       | Vlado Kraucer       |  |      |  |
|    | Jugoslavia (bandiera) |       | Zlatko Kovačević    |  |      |  |
|    | Jugoslavia (bandiera) |       | Božidar Munćan      |  |      |  |
|    | Jugoslavia (bandiera) |       | Lazar Vuković       |  |      |  |
|    | Jugoslavia (bandiera) |       | Radomir Šaper       |  |      |  |
|    | Jugoslavia (bandiera) |       | Svetomir Šaper      |  |      |  |
|    | Jugoslavia (bandiera) |       | Čedomir Stojičević  |  |      |  |
|    | Jugoslavia (bandiera) |       | Ratko Vlahović      |  |      |  |
|    | Jugoslavia (bandiera) |       | Balog               |  |      |  |
|    | Jugoslavia (bandiera) |       | Šudar               |  |      |  |
|    | Jugoslavia (bandiera) |       | Radomir Miladinović |  |      |  |
|    | Jugoslavia (bandiera) |       | Slavko Arnerić      |  |      |  |
|    | Jugoslavia (bandiera) |       | Čizmar              |  |      |  |
|    | Jugoslavia (bandiera) | All.  | Božo Grkinić        |  |      |  |